# 平肋提燈蘚
平肋提燈蘚（学名：Mnium laevinerve）为提燈蘚科提燈蘚屬下的一个种。

## 扩展阅读
- 維基物種上的相關：平肋提燈蘚